# Gisèle Meygret
Gisèle Meygret, née le 30 juillet 1963 à Nice et morte le 25 juillet 1999 à Cagnes-sur-Mer, est une fleurettiste française.

## Carrière
Gisèle Meygret est médaillée de bronze en fleuret individuel aux Jeux méditerranéens de 1991 à Athènes. Elle termine septième en fleuret par équipe lors des Jeux olympiques d'été de 1988 à Séoul ; elle est 24e de l'épreuve individuelle de fleuret et cinquième de l'épreuve de fleuret par équipe aux Jeux olympiques d'été de 1992 à Barcelone.
Sur le plan national, Gisèle Meygret est sacrée championne de France de fleuret individuel dames en 1991.

## Famille
Gisèle Meygret est la sœur de l'escrimeuse Anne Meygret.